# Parco nazionale di Coiba
Il parco nazionale di Coiba  è un'area naturale protetta che sorge sulla omonima isola dell'oceano Pacifico, vicino alle coste del Panama.
È considerato uno degli ultimi "paradisi naturali" incontaminati. Un tempo usata  come isola-prigione, oggi è un parco nazionale, e dal 2005 è patrimonio dell'umanità dell'UNESCO.
Coiba è la più grande isola centroamericana sul Pacifico, e fa parte di un arcipelago composto da altre 36 isole che appartengono alle provincie panamensi di Veraguas e Chiriquí.